# Coalición Ciudadana Regional
Coalición Ciudadana Regional (CCR) fue una federación de partidos políticos de la Región de Murcia (España).
Esta formación se presentó en las elecciones autonómicas de 2007 con un resultado de 8.654 votos, lo que le confiere ser la cuarta formación política con más votos de la Región, si bien ello no le permite estar representada en la Asamblea Regional de Murcia.
Los partidos promotores de esta federación regional fueron Unión Democrática de la Región de Murcia, Partido Unión de Centro Pinatar, Partido Ciudadanos de la Villa de Fuente Álamo, Partido Independiente de Torre Pacheco y Movimiento Ciudadano de Cartagena, entonces compuesto por el Partido Cantonal, el Partido Independiente del Mar Menor, la Convocatoria de Independientes por Cartagena y los propios afiliados de MC.
- Datos: Q5775650